# Юрий Курянович
Юрий Владимирович Курянович (на беларуски: Юрый (Юрась) Уладзіміравіч Кур’яновiч) е беларуски писател, преводач, историк, художник. Член е на „Съюза на беларуските писатели“ от 2006 г.

## Биография и творчество
Завършва Беларуски държавен институт за народно стопанство (БДИНС) през 1991 г., със следдипломна квалификация по специалност „Местна история“ (2013).
Първата му публикация е във вестник БДИНС „Икономист“ през 1986 г., а в националния печат – през 1995 г. (в-к „Чырвоная змена“).
През 1999 г. за първи път в беларуско периодично издание пише за мистериозния каменен кръст на Борисоглебското гробище в Туров, Гомелска област („Цэнтральная газета“, списания „Нёман“, „Бярозка“). Това е един от най-известните туристически и религиозни обекти в наши дни Полесия.
За първи път превежда на беларуски език произведения на редица украински автори (сборник с проза „Цвітуць сланечнікі“, 2012 г.), включително и на мемоарите на учения химик, педагог и писател Петър Франко (1890 – 1941).
В България книгата на Ю. Курянович има в библиотеката при Народно читалище „Паисий Хилендарски – 1870“ (гр. Балчик), къща музей Йордан Йовков (село Жеравна, община Котел, област Сливен).
Организира 12 индивидуални изложби живопис (масло, платно), обединени от общото име „Варыяцыі на спрадвечнае“, и няколко фотоизложби („Краявіды беларускай Палесціны“, „Успаміны дзяцінства“, „Подых Карпат“). Картините се съхраняват в художествената галерия към Регионален исторически музей Пуховичи (гр. Марина Горка, Беларус), Лвовски национален литературно-мемориален музей на Иван Франко (гр. Лвов, Украйна) и частни колекции.

## Награди
Награден с диплом на министерството на образованието на Република Беларус (2010) за принос в художествено-естетическо възпитание на младежта.

## Произведения
- „Той и Тя“ (Ён і Яна, 1996)
- „Градска елегия“ (Гарадская элегія, 2007)
- „Разкази на стари Лошица“ (Аповеды старасвецкай Лошыцы 2005)
- „Беларуски криминално разследване“ (Беларускі крымінальны вышук, 2018)
- „Стари Лошица“ (Старасвецкая Лошыца, 2018)